# Cómo brillaba tu alma
«Cómo brillaba tu alma» es una canción de No Te Va Gustar del álbum Este fuerte viento que sopla, compuesta por Emiliano Brancciari. El tema trata sobre la ruptura de una pareja, donde uno de los dos cónyuges decide irse y al cabo de un tiempo decide volver, pero ya no vuelve como era antes, sino distinto tal como lo relata: "de todo eso que era tuyo, ya no te queda nada".